# With a Child’s Heart
A With a Child's Heart című dal az amerikai Michael Jackson első kimásolt kislemeze a Music & Me című stúdióalbumról. A dal az 50. helyre került a Billboard Pop Singles kislemezlistán, illetve 14. helyezést ért el a Billboard Hot R&B slágerlistán. Az Adult Cotemporary kislemezlistán a 23. volt.
A dalt eredetileg Stephen Schartz írta, és 1966-ban Stevie Wonder vitte sikerre. Jackson  egy Martin Bashir interjúban elismerte, hogy nem emlékszik arra, hogy felvették volna a dalt, valamint a dalszövegekre sem emlékszik pontosan.

## Megjelenések
7"  Németország Tamla Motown – 1C 006-94444
- A	Morning Glow 3:33
- B	With A Child's Heart	3:26

## Slágerlista

### Slágerlista
| Slágerlista (1973)                                        | Legjobb helyezés |
| --------------------------------------------------------- | ---------------- |
| Törökország Turkey Top 20 Chart                           | 13               |
| Amerikai Egyesült Államok Billboard Hot 100               | 50               |
| Amerikai Egyesült Államok Billboard Hot R&B/Hip-Hop Songs | 14               |

## Feldolgozások
- A dalt az amerikai Rayen-Symoné is feldolgozta, mely 2. stúdióalbumán, az Undeniable címűn található. A dal 1999-ben jelent meg.